# 이토누키정
이토누키정(일본어: 糸貫町)은 일본 기후현 모토스군에 설치되었던 정이다. 2004년 2월 1일에 주변 3정 1촌과 합병해 모토스시가 되었다.

## 지리
기후현 서부에 위치하며 옛 모토스 정과의 경계에 최고 해발 고도 100m 정도의 언덕이 있으나 거의 전역이 노오 평야에 속하였다.서쪽은 네오 강에 의해 그려졌다.

## 역사
- 1955년 4월 1일 - 잇시키촌, 도키노촌과 합병해 이토누키촌이 성립하였다.
- 1960년 4월 1일 - 정으로 승격해 이토누키정이 되었다.
- 2004년 2월 1일 - 모토스정, 신세이정, 네오촌과 합병해 모토스시가 되었다.

## 교통

### 철도
- 다루미 철도 다루미 선

### 도로
- 국도 제157호선
- 국도 제303호선

## 참고 문헌
- 角川日本地名大辞典編纂委員会,『角川日本地名大辞典 21 岐阜県』1980, 角川書店